# 2001-es cannes-i filmfesztivál
Az 54. Cannes-i Nemzetközi Filmfesztivál 2001. május 9. és 20. között került megrendezésre Liv Ullmann norvég színésznő elnökletével. A hivatalos versenyprogramban 23 nagyjátékfilm és 12 rövidfilm szerepelt; az Un certain regard szekcióban 24, a Cinéfondation keretében 20, míg versenyen kívül 10 alkotást vetítettek. A párhuzamos rendezvények Kritikusok Hete szekciójában 7 nagyjátékfilmet és 7 rövidfilmet mutattak be, a Rendezők Kéthete elnevezésű szekció keretében pedig 22 nagyjátékfilm, 2 középhosszú és 12 kisfilm vetítésére került sor.

## A 2001. évi fesztivál
A filmes szakemberek és újságírók egyetértettek abban, hogy az 54. filmfesztivál rendkívül sikeres volt, egyszerre „laza” és professzionális; végre megtalálta hajdani identitását, szellemiségét, varázsát. A szekciók kínálata híven tükrözte az éves filmtermés változatosságát. A válogatások zömét olasz, portugál, amerikai, görög, chilei, japán, kínai és francia filmek tették ki, nagyon kevés film képviselte Fekete- és Dél-Afrikát.

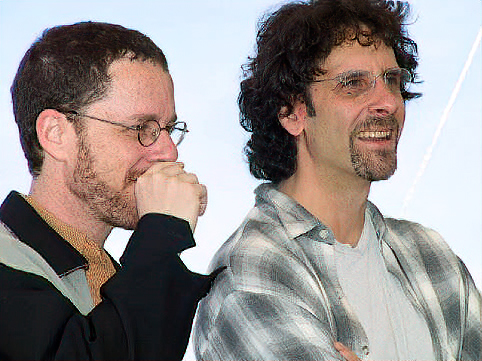
A Coen fivérek

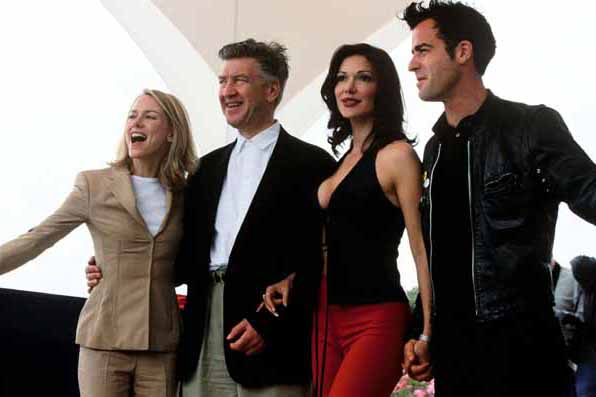
David Lynch és a Mulholland Drive – A sötétség útja főszereplői

A filmes seregszemlét az ausztrál Baz Luhrmann hivatalos válogatásban indított kosztümös filmje, a Moulin Rouge! nyitotta meg. A nagy médiafelhajtással beharangozott hollywoodi film azonban Cannes-ban nem volt eredményes. A fesztivál legnagyobb nyertesének Michael Haneke zenés filmdrámája, A zongoratanárnő bizonyult: a fesztivál nagydíja mellett női (Isabelle Huppert) és férfi főszereplője (Benoît Magimel) is elismerésben részesült. A zsűri egyhangú szavazatával nyerte el az Arany Pálmát az olasz Nanni Moretti játékfilmje, A fiú szobája. A döntést egyaránt visszaigazolta a közönség és a szaksajtó; alkotásáért a rendező átvehette a Filmkritikusok Nemzetközi Szövetsége (FIPRESCI) díját is. A legjobb rendezés díját megosztva kapta Joel Coen Az ember, aki ott se volt és David Lynch Mulholland Drive – A sötétség útja című filmje. A legjobb forgatókönyv díját a fiatal bosnyák Danis Tanović Senkiföldje című filmje kapta. Ebben az évben technikai nagydíj helyett a zsűri értékelte a filmtechnikai munkát: a díjat a kínai Tu Tu-csö (Tu Du-Che) hangmérnök vehette át (És ott hány óra van?, valamint Mambó az ezredfordulón). A legjobb elsőfilmes a kanadai Zacharias Kunuk lett, aki az Un certain regard szekcióban vetített Atanarjuat című filmjéért Arany Kamerát vehetett át.
Külön ki kell emelni a versenyfilmek közül egy animációs filmet. Noha díjat nem kapott, a közönség azonnal a szívébe zárta a fesztivál egyik meglepetésfilmjének főszereplőjét, Shreket.
A Rendezők Kéthete szekcióban bemutatott filmek közül 11 volt elsőfilmes alkotás (például: Arliss Howard és Ethan Hawke színészeké), és 30 világpremier. Ez évben először jelentkezett a szekcióban albán film, Gjergj Xhuvani Jelszavak című alkotása, amely elnyerte az ifjúság díját. FIPRESCI-díjat vehetett át Sandrine Veysset Martha... Martha című filmdrámájáért. A francia és a nemzetközi kritikusok 2001-es év nagy felfedezésének tartották az ugyancsak elsőfilmes, kínai Vang Csao (Wang Chao) Anyangde guer című filmdrámáját, amely később komoly nemzetközi sikert könyvelhetett el. Kiemelkedett a mezőnyből Ethan Hawke Chelsea Walls, Daniele Gaglianone Közös múltunk, valamint Cristi Puiu Zseton és beton című alkotása.
2001-ben egyetlen film sem képviselte a magyar filmművészetet a Cannes-i vetítéseken.
A fesztivál vezetésében változás történt: Gilles Jacob elnök Véronique Cayla-t nevezte ki főigazgatónak, Thierry Frémaux-t pedig művészeti megbízottnak. A vezetés úgy döntött, hogy 50 év után a rendezvény elnevezését is megváltoztatják: a jövőben Cannes-i Nemzetközi Filmfesztivál helyett Cannes-i Fesztivál néven rendezik meg.

## Zsűri

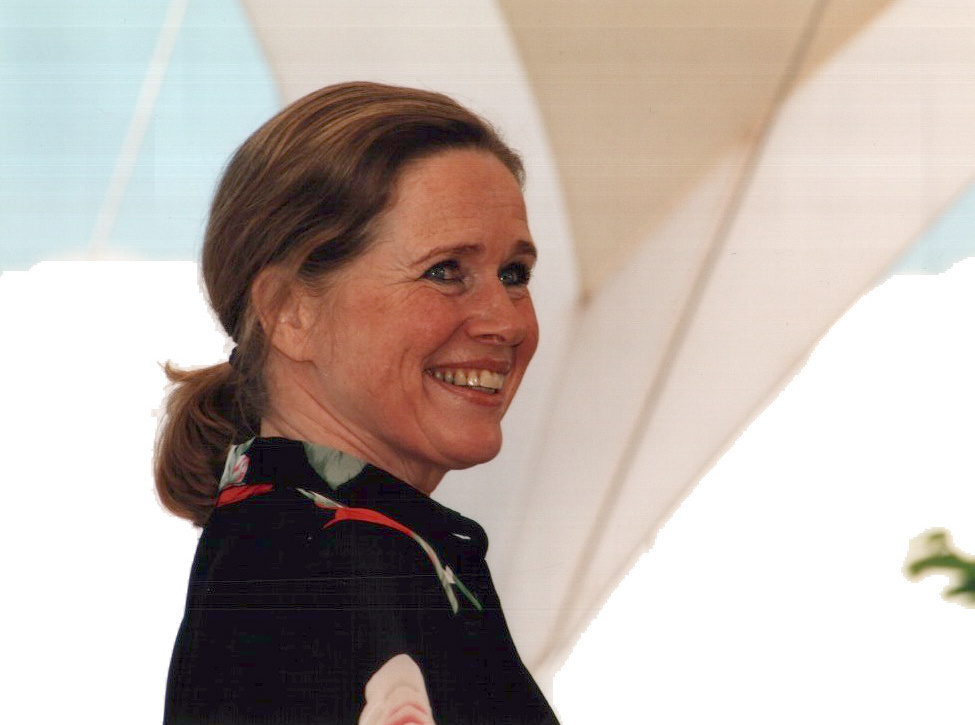
Liv Ullmann, a zsűri elnöke

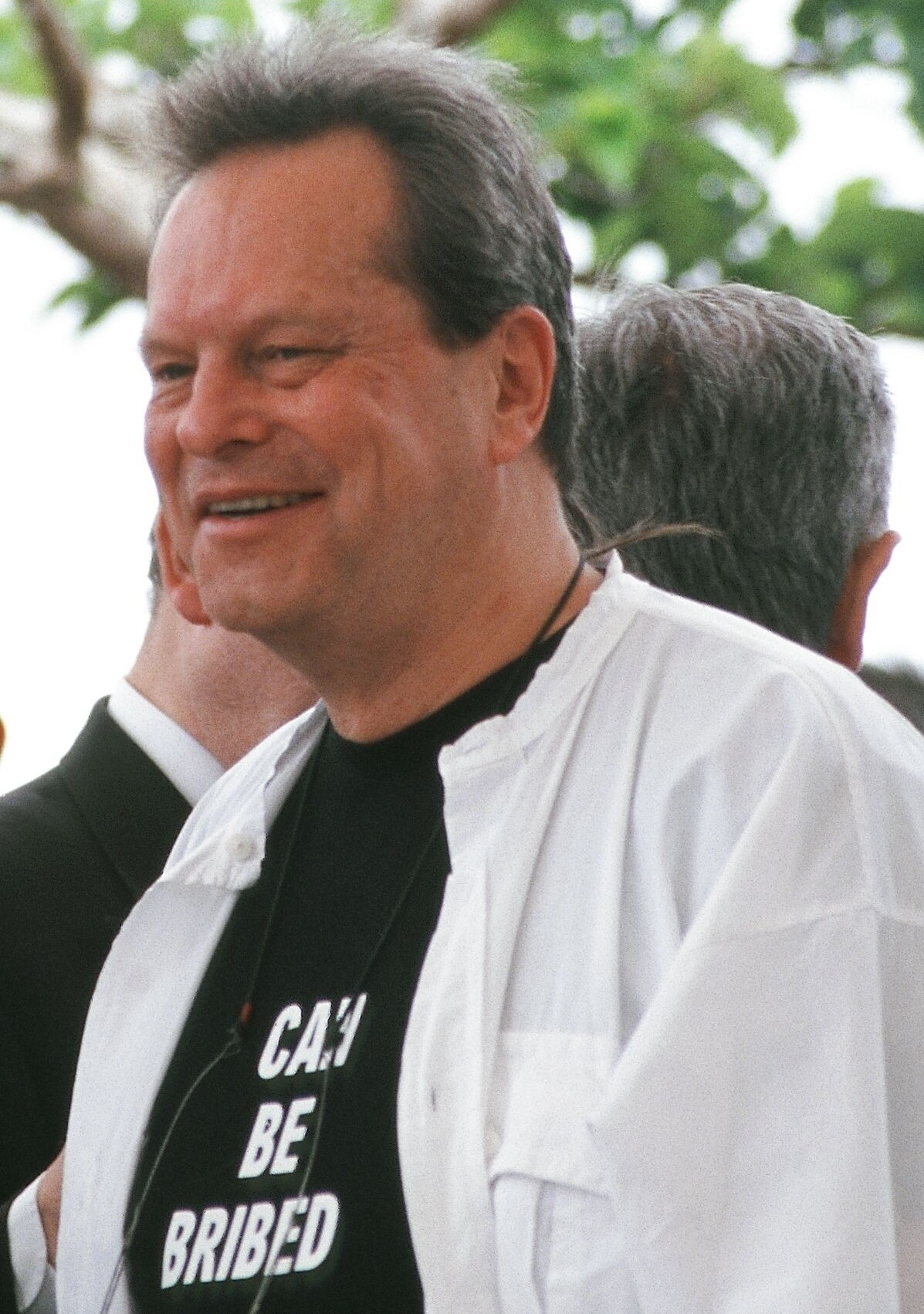
Terry Gilliam (2001)

### Versenyprogram
- Liv Ullmann, színésznő –  Norvégia – a zsűri elnöke
- Charlotte Gainsbourg, színésznő –  Franciaország
- Edward Yang, filmrendező –  Tajvan
- Julia Ormond, színésznő színésznő –  Egyesült Királyság
- Mathieu Kassovitz, színész-rendező –  Franciaország
- Mimmo Calopresti, filmrendező –  Olaszország
- Moufida Tlati, filmrendező –  Tunézia
- Philippe Labro, rendező-forgatókönyvíró –  Franciaország
- Sandrine Keberlain, színésznő –  Franciaország
- Terry Gilliam, filmrendező –  Amerikai Egyesült Államok

### Cinéfondation és rövidfilmek
- Érick Zonca, filmrendező –  Franciaország – a zsűri elnöke
- Valeria Bruni-Tedeschi, színésznő –  Franciaország
- Samira Makhmalbaf, filmrendező –  Irán
- Rithy Panh, filmrendező –  Kambodzsa
- Lynne Ramsay, filmrendező –  Egyesült Királyság

### Un Certain Regard
- Ariane Ascaride, színésznő –  Franciaország – a zsűri elnöke
- Virginie Apiou, filmkritikus –  Franciaország
- François-Guillaume Lorrain, filmkritikus –  Franciaország
- Florence Malraux, kaszkadőr- és másodegység-rendező –  Franciaország
- Thomas Sotinel, filmkritikus –  Franciaország

### Arany Kamera
- Maria de Medeiros, színésznő –  Portugália – a zsűri elnöke
- Dominique Le Rigoleur, operatőr –  Franciaország
- Claire Simon, vágó-rendező –  Franciaország
- Mercedes Goiz, filmkritikus –  Spanyolország
- Franck Garbarz, filmkritikus –  Franciaország
- Stephano Della Casa, filmkritikus –  Olaszország
- Loic Barbier, cannes-i filmkedvelő –  Franciaország
- Sophie Denize, vizuális effektus-készítő, filmproducer –  Franciaország

## Hivatalos válogatás

### Nagyjátékfilmek versenye

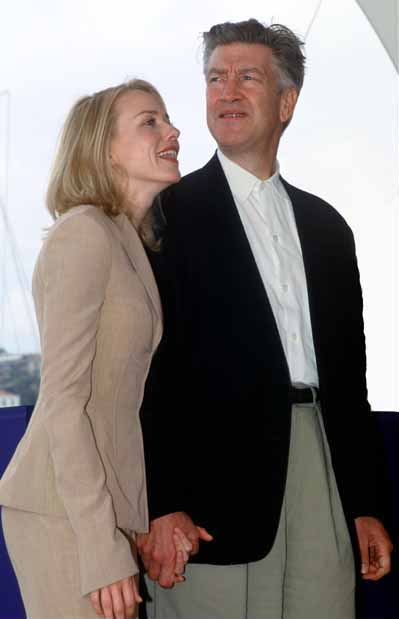
Naomi Watts és David Lynch

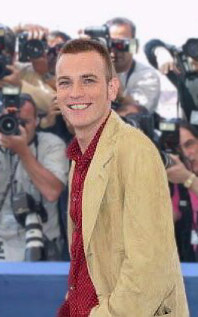
Ewan McGregor (2001)

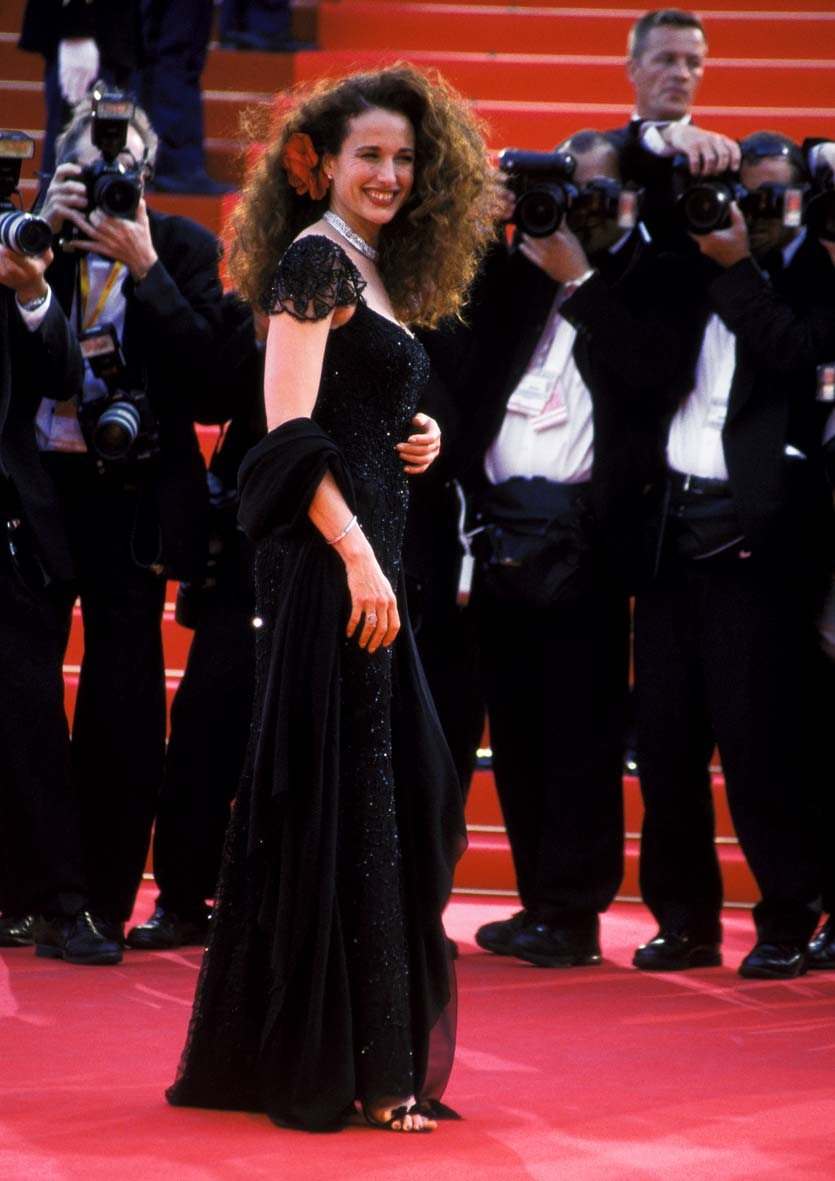
Andie MacDowell (2001)

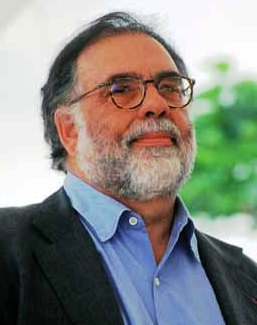
Francis Ford Coppola (2001)

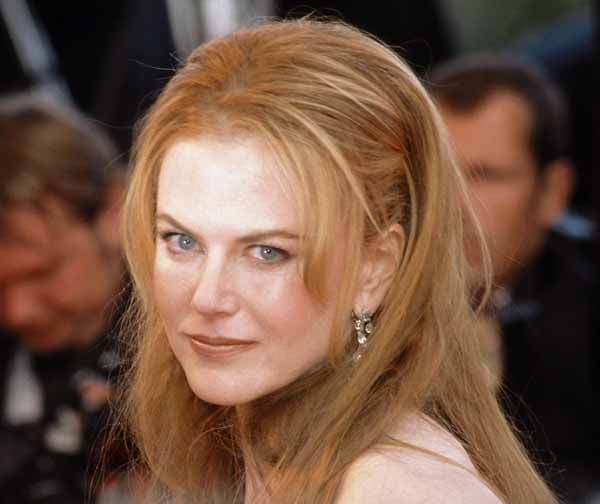
Nicole Kidman (2001)

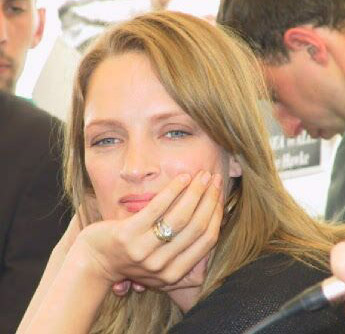
Uma Thurman (2001)

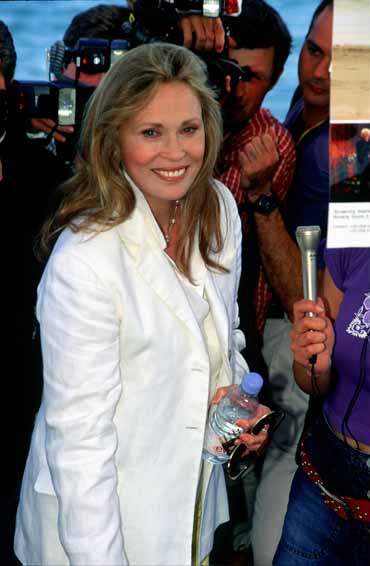
Faye Dunaway (2001)

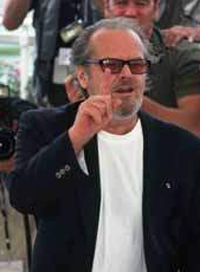
Jack Nicholson (2001)

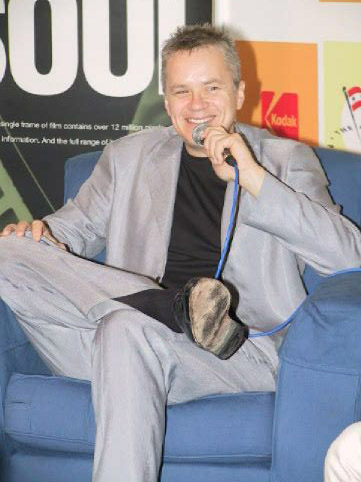
Tim Robbins (2001)

- Akai hasi no sita no nurui mizu (Meleg víz a Vörös-híd alatt)[9][10] – rendező: Imamura Sohei
- Cuki no szabaku (Holdsivatag) – rendező: Aojama Sindzsi
- Distance – rendező: Koreeda Hirokazu
- Éloge de l'amour (A szerelem dicsérete) – rendező: Jean-Luc Godard
- Il mestiere delle armi – rendező: Ermanno Olmi
- Je rentre à la maison (Haza megyek) – rendező: Manoel de Oliveira
- La chambre des officiers (Tiszti szoba) – rendező: François Dupeyron
- La pianiste (A zongoratanárnő) – rendező: Michael Haneke
- La répétition (Az utolsó jelenet) – rendező: Catherine Corsini
- La stanza del figlio (A fiú szobája) – rendező: Nanni Moretti
- Moulin Rouge! (Moulin Rouge!) – rendező: Baz Luhrmann
- Mulholland Dr.[4] (Mulholland Drive – A sötétség útja) – rendező: David Lynch
- Ni na pien csi tien (你那边几点, Ni na bian ji dian) (És ott hány óra van?) – rendező: Caj Ming-liang (蔡明亮, Tsai Ming-liang)
- No Man's Land (Senkiföldje) – rendező: Danis Tanović
- Pau i el seu germà – rendező: Marc Recha
- Csien hszi man po (Qian xi man po) (Mambó az ezredfordulón) – rendező: Hou Hsziao-hszien (侯孝賢, Hou Hsiao-hsien)
- Roberto Succo (Megöllek téged) – rendező: Cédric Kahn
- Safar e Ghandehar (Kandahar) – rendező: Mohsen Makhmalbaf
- Shrek (Shrek) – rendező: Vicky Jenson és Andrew Adamson
- Telets (Taurus) – rendező: Alekszandr Szokurov
- The Man Who Wasn't There (Az ember, aki ott se volt) – rendező: Joel Coen
- The Pledge (Az ígéret megszállottja) – rendező: Sean Penn
- Va savoir (Ki tudja?) – rendező: Jacques Rivette

### Nagyjátékfilmek versenyen kívül
- ABC Africa – rendező: Abbas Kiarostami
- Apocalypse Now (Apokalipszis most)[9] – rendező: Francis Ford Coppola
- Avalon (Avalon - Virtuális csapda) – rendező: Osí Mamoru
- CQ – rendező: Roman Coppola
- Human Nature (Libidó - Vissza az ösztönökhöz) – rendező: Michel Gondry
- Il mio viaggio in Italia (Itáliai utazásom) – rendező: Martin Scorsese
- Les âmes fortes – rendező: Raoul Ruiz
- Sobibór, 14 octobre 1943, 16 heures – rendező: Claude Lanzmann
- The Center of the World (A világ közepe) – rendező: Wang Wayne
- Trouble every day (Kínzó mindennapok) – rendező: Claire Denis

### Un Certain Regard
- Amour d'enfance – rendező: Yves Caumon
- Aruku, hito – rendező: Kobajasi Maszahiro
- Atanarjuat[5] – rendező: Zacharias Kunuk
- Carrement à l'ouest – rendező: Jacques Doillon
- Clément – rendező: Emmanuelle Bercot
- Domani – rendező: Francesca Archibugi
- Fah talai jone (A Fekete Tigris könnyei) – rendező: Wisit Sasanatieng
- Ganhar a Vida (Élhetőbb életért) – rendező: João Canijo
- H Story (H Story) – rendező: Szuva Nobuhiro
- Hatuna Meuheret (Késői házasság) – rendező: Dover Kosasvili
- Hijack Stories – rendező: Oliver Schmitz
- Jol – rendező: Darezsan Omirbajev
- Kairo (Kairo) – rendező: Kuroszava Kijosi
- La libertad – rendező: Lisandro Alonso
- Lan yu – rendező: Stanley Kwan
- Le parole di mio padre (Apám szavai) – rendező: Francesca Comencini
- Lovely Rita (Kedves Rita) – rendező: Jessica Hausner
- Maimil – rendező: Aktan Abdikalikov
- No Such Thing (No Such Thing) – rendező: Hal Hartley
- Pattiyude Divasam – rendező: Murali Nair
- 'R Xmas ('R Xmas) – rendező: Abel Ferrara
- Storytelling (Helyzetek és gyakorlatok) – rendező: Todd Solondz
- The Anniversary Party (Jóban-rosszban) – rendező: Jennifer Jason Leigh és Alan Cumming
- Tü da ja da mü sz tovo – rendező: Alekszandr Veledinszkij

### Rövidfilmek versenye
- Bean Cake – rendező: David Greenspan
- Bird in the Wire – rendező: Phillip Donnellon
- Chicken – rendező: Barry Dignam
- Daddy's Girl – rendező: Irvine Allan
- Goo – rendező: Dwight Hwang
- Les petits oiseaux – rendező: Fred Louf
- Music for One Apartment and Six Drummers (Zenemű egy lakásra és hat dobosra) – rendező: Ola Simonsson és Johannes Stjärne Nilsson
- Naturlige briller – rendező: Jens Lien
- Paulette – rendező: Louise-Marie Colon
- Pizza passionata – rendező: Kari Juusonen
- Szinszong gadzsok (신성 가족, Shin-sung-ga-jok) – rendező: Szin Dong-il (신동일, Shin Dong-il)
- Truth in Advertising – rendező: Tim Hamilton

### Cinéfondation
- Antiromantika – rendező: Nariman Turebajev
- Crow Stone (Varjú tojás) – rendező: Alicia Duffy
- Dai bi – rendező: Yang Chao
- Fuldmane vanvid – rendező: Anders Worm
- I Can Fly to You But You... – rendező: Kim Young-Nam
- I Wish, I Wait – rendező: Ewa Banaszkiewicz
- L'âge tendre – rendező: Eric Forestier
- Martin Four – rendező: Ben Hackworth
- Monsieur William, les traces d'une vie possible – rendező: Denis Gaubert
- Null Defizit – rendező: Ruth Mader
- Portrait – rendező: Szergej Lukisin
- Prvo smrtno iskustvo – rendező: Aida Begić
- Remote – rendező: Ethan Tobman
- Reparation – rendező: Jens Jonsson
- Svetlo – rendező: David Sukup
- Ta matia pou trone – rendező: Syllas Tzoumerkas
- Toshi-kun ga umareta hi – rendező: Josikava Hikaru
- Un veau pleurait, la nuit – rendező: John Shank
- Wax Hurts – rendező: Maya Dreifuss
- Bucuresti-Wien, 8-15 (Bucuresti-Wien, 8-15) – rendező: Cătălin Mitulescu

## Párhuzamos rendezvények

### Kritikusok Hete

#### Nagyjátékfilmek
- Almost Blue – rendező: Alex Infascelli
- Bolivia – rendező: Israel Adrián Caetano
- Efimeri Poli – rendező: Giorgos Zafiris
- La femme qui boit – rendező: Bernard Émond
- Le pornographe (A pornófilmes) – rendező: Bertrand Bonello
- Unloved – rendező: Manda Kunitosi
- Zir-e noor-e maah (Holdfényben) – rendező: Reza Mirkarimi

#### Rövidfilmek
- Biganeh Va Boumi – rendező: Ali Mohammad Ghasemi
- Eat (Zabálj!) – rendező: Bill Plympton
- Field – rendező: Duane Hopkins
- L’enfant de la haute mer – rendező: L. Gabrielli, P. Marteel, M. Renoux és M. Tourret
- Le dos au mur (Le dos au mur) – rendező: Bruno Collet
- Noche de Bodas – rendező: Carlos Cuarón
- Staplerfahrer Klaus – Der erste Arbeitstag – rendező: Jörg Wagner és Stefan Prehn

### Rendezők Kéthete

#### Nagyjátékfilmek
- Anyangde guer – rendező: Vang Csao (Wang Chao)
- Big Bad Love – rendező: Arliss Howard
- Boli shaonu – rendező: Laj Miu-szuet (Lai Miu-suet)
- Ceci est mon corps – rendező: Rodolphe Marconi
- Chelsea Walls (Chelsea Walls) – rendező: Ethan Hawke
- Fatma – rendező: Khaled Ghorbal
- Hush ! (Hush!) – rendező: Hasigucsi Rjoszuke
- I nostri anni (Közös múltunk) – rendező: Daniele Gaglianone
- Jeunesse dorée – rendező: Zaïda Ghorab-Volta
- La trace de Moloktchon – rendező: Louis Jammes
- La traversée – rendező: Sébastien Lifshitz
- Made in the USA – rendező: Sólveig Anspach és Cindy Babski
- Marfa si Banii (Zseton és beton) – rendező: Cristi Puiu
- Martha... Martha (Martha... Martha) – rendező: Sandrine Veysset
- Meszto na zemlje – rendező: Artour Aristakisian
- Ming dai zhui zhu – rendező: Hsziao Ja-csuan (Hsiao Ya-chuan)
- Operai, contadini – rendező: Jean-Marie Straub és Danièle Huillet
- Pauline & Paulette (Pauline és Paulette) – rendező: Lieven Debrauwer
- Queenie in Love – rendező: Amos Kollek
- Rain (Eső) – rendező: Christine Jeffs
- Slogans (Jelszavak) – rendező: Gjergj Xhuvani
- The Deep End (Mélyvíz) – rendező: Scott McGehee és David Siegel

#### Középhosszú filmek
- Ce vieux rêve qui bouge – rendező: Alain Guiraudie
- Ecce homo – rendező: Mirjam Kubescha

#### Rövidfilmek
- Bintou – rendező: Fanta Régina Nacro
- Central – rendező: Dominique Gonzales-Foerster
- Cyber Palestine (Cyber Palestine) – rendező: Elia Suleiman
- Hautes herbes – rendező: Mathieu Gérault
- HK – rendező: Xavier De Choudens
- Je t'aime John Wayne – rendező: Toby MacDonald
- Le système Zsygmondy – rendező: Luc Moullet
- As Mulheres Choradeiras – rendező: Jorane Castro
- On s'embrasse ? (Megcsókolhatlak?) – rendező: Pierre-Olivier Mornas
- Riyo – rendező: Dominique Gonzales-Foerster
- Shon – rendező: Julien Sallé
- The Heart of the World – rendező: Guy Maddin

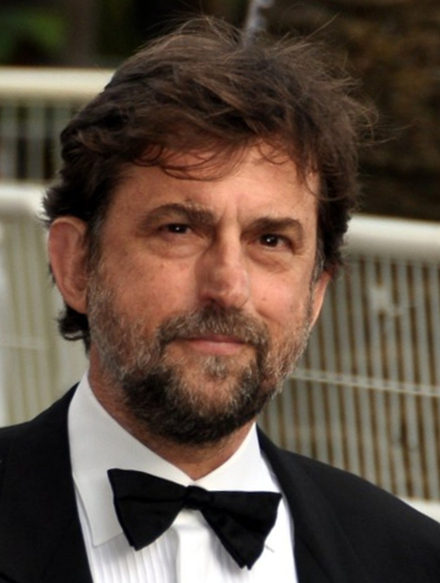
Nanni Moretti

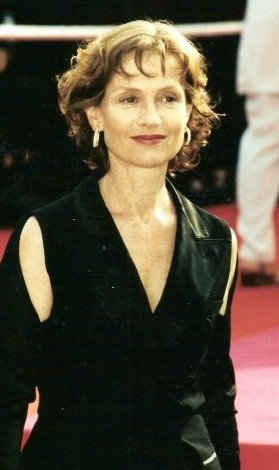
Isabelle Huppert

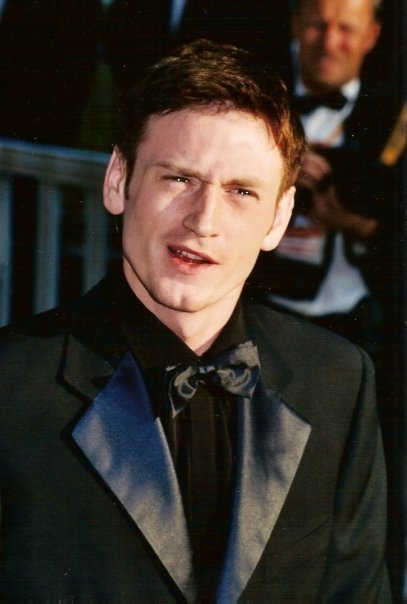
Benoît Magimel

## Díjak

### Nagyjátékfilmek
- Arany Pálma: La stanza del figlio (A fiú szobája)[9] – rendező: Nanni Moretti
- Nagydíj: La pianiste (A zongoratanárnő) – rendező: Michael Haneke
- A zsűri díja egy technikusnak:[11] Tu Tu-csö (Tu Du-che) hangmérnök – Ni na bian ji dian (És ott hány óra van?), valamint Csien hszi man po (Qian xi man po) (Mambó az ezredfordulón)
- Legjobb rendezés díja:
  - The Man Who Wasn't There (Az ember, aki ott se volt) – rendező: Joel Coen
  - Mulholland Dr.[4] (Mulholland Drive – A sötétség útja) – rendező: David Lynch
- Legjobb női alakítás díja: Isabelle Huppert – La pianiste (A zongoratanárnő)
- Legjobb férfi alakítás díja: Benoît Magimel – La pianiste (A zongoratanárnő)
- Legjobb forgatókönyv díja: No Man's Land (Senkiföldje) – forgatókönyvíró: Danis Tanović

### Un Certain Regard
- Un Certain Regard díj: Amour d'enfance – rendező: Yves Caumon

### Rövidfilmek
- Arany Pálma (rövidfilm): Bean Cake – rendező: David Greenspan
- A zsűri különdíja (rövidfilm): Daddy's Girl – rendező: Irvine Allan
- A zsűri különdíja (rövidfilm): Pizza passionata – rendező: Kari Juusonen

### Cinéfondation
- A Cinéfondation első díja: Portrait – rendező: Szergej Loznica
- A Cinéfondation második díja: Reparation – rendező: Jens Jonsson
- A Cinéfondation harmadik díja:
  - Dai bi – rendező: Yang Chao
  - Crow Stone (Varjú tojás) – rendező: Alicia Duffy

### Arany Kamera
- Arany Kamera: Atanarjuat[5] – rendező: Zacharias Kunuk

### Egyéb díjak
- FIPRESCI-díj:
  - La stanza del figlio (A fiú szobája) – rendező: Nanni Moretti
  - Kōrei[12] – rendező: Kuroszava Kijosi
  - Martha... Martha[13] – rendező: Sandrine Veysset
- Ökumenikus zsűri díja: Safar e Ghandehar (Kandahar) – rendező: Mohsen Makhmalbaf
- Ökumenikus zsűri különdicsérete: Pauline & Paulette[13] (Pauline és Paulette)[14] – rendező: Lieven Debrauwer
- Ifjúság díja külföldi filmnek: Slogans[13] (Jelszavak) – rendező: Gjergj Xhuvani
- Ifjúság díja francia filmnek: Clément – rendező: Emmanuelle Bercot
- François Chalais-díj: Made in the USA[13] – rendező: Sólveig Anspach és Cindy Babski
- Chopard Trófea: Audrey Tautou, Eduardo Noriega

## Hírességek
Agnès Varda, Andie MacDowell, Annie Girardot, Antonio Banderas, Audrey Tautou, Béatrice Dalle, Billy Bob Thornton, Bridget Fonda, Carole Bouquet, Charlotte Rampling, Chiara Mastroianni, Christopher Lee, Don Johnson, Emmanuelle Béart, Ethan Hawke, Ewan McGregor, Faye Dunaway, Frédéric Diefenthal, Gérard Depardieu, Grace Jones, Grace Jones, Jane Birkin, Jean-Luc Godard, Jean-Paul Belmondo, Jennifer Jason Leigh, Jodie Foster, Josiane Balasko, Laetitia Casta, Liv Tyler, Lou Doillon, Melanie Griffith, Mike Myers, Milla Jovovich, Naomi Campbell, Nathalie Baye, Nick Nolte, Nicole Kidman, Ornella Muti, Patricia és Rosanna Arquette, Peter Jackson, Pierre Richard, Richard Bohringer, Sean Penn, Stephen Baldwin, Uma Thurman, Valeria Bruni-Tedeschi, Virginie Ledoyen